# Współczesny męczennik

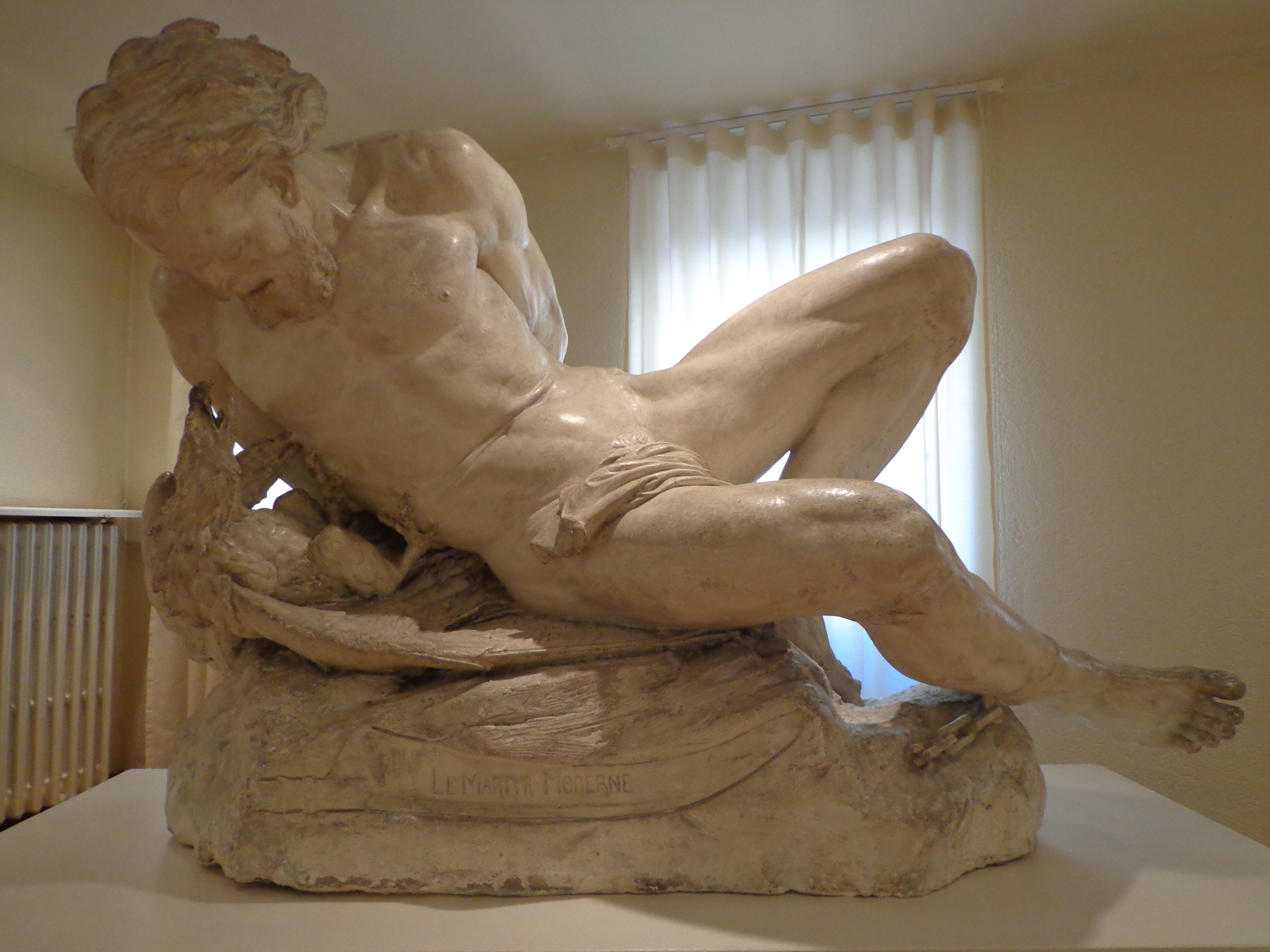
Współczesny męczennik

Współczesny męczennik (fr. Le martyr moderne) – rzeźba francuskiego artysty Frédérica-Auguste’a Bartholdiego, twórcy Statuy Wolności z 1864 roku, zadedykowana narodowi polskiemu w dowód uznania za patriotyczną postawę w czasie powstania styczniowego.

## Opis
Pomnik przedstawia przykutego do skały nagiego mężczyznę o zniekształconej bólem twarzy. Z przodu skały, na której leży mężczyzna, artysta umieścił ostrze kosy z wyrytym na nim napisem LE MARTYR MODERNE. Z prawej strony mężczyzny wyobrażony jest orzeł o dwóch głowach wbijający pazury i dziób w jego tors. Oryginalna rzeźba została wykonana w formie gipsowej.
Zainspirowana upadkiem powstania styczniowego rzeźba powstała w 1864 roku. Poruszony narastającymi represjami zaborcy rosyjskiego autor chciał stworzyć dzieło przedstawiające w alegoryczny sposób bohaterstwo i cierpienie Polaków. Współczesny męczennik został pierwszy raz wystawiony w roku powstania na Salonie Paryskim, a obecnie znajduje się w muzeum artysty w jego rodzinnym mieście, Colmarze.
O wykonaniu odlewu rzeźby we francuskiej odlewni Strassacker i sprowadzeniu jej do Polski w ramach Sezonu Polskiego we Francji zadecydował w 2005 roku Waldemar Dąbrowski, minister kultury. Od marca do czerwca 2005 roku eksponowana była na dziedzińcu Zamku Królewskiego w Warszawie. Obecnie znajduje się w zbiorach Centrum Rzeźby Polskiej w Orońsku.